# Sama Grande
Sama Grande es una localidad peruana, capital del distrito de Inclán, perteneciente a la provincia y departamento de Tacna, al sur del Perú. En el 2017 tenía una población de 823 habitantes.